# Bliss Corporation
Bliss Corporation conosciuta anche come BlissCo. è una casa discografica torinese fondata nel 1992 dai produttori discografici Massimo Gabutti e Luciano Zucchet e affiancata alla GZ2538, la società di publishing che gestisce tutte le opere dell'azienda.
È particolarmente conosciuta per aver portato al successo artisti come Eiffel 65, Dari, Gabry Ponte, Giorgio Prezioso, Da Blitz, Bliss Team e ha sede nel quartiere Parella.

## Storia
Inizialmente composta da un solo studio di registrazione, dopo anni di successi e traguardi importanti come i 20 milioni di dischi venduti nel mondo e la nomination a un Grammy Award per Blue (Da Ba Dee) degli Eiffel 65, la Bliss Corporation è formata attualmente da due studi di registrazione e sei etichette discografiche.
Ai suoi artisti dance e pop offre un servizio a 360 gradi, dalla produzione alla distribuzione, dalla realizzazione di video alla promozione e al booking.
Il più grande successo della BlissCo, Blue (Da Ba Dee) (1998) degli Eiffel 65 è entrato a far parte della storia della musica internazionale e ha contribuito alla diffusione dell'Italo dance in tutto il mondo. La band, infatti, ha subito intrapreso un tour mondiale, toccando anche l'America e l'Australia ed esibendosi sui palcoscenici più prestigiosi al mondo. Oltre alla sopracitata nomination ai Grammy, la hit degli Eiffel 65 è stata spesso utilizzata come colonna sonora per svariati film di Hollywood: primo fra tutti Iron Man 3.
Altri successi targati Bliss Corporation sono: People Have The Power dei Bliss Team, Let Me Be, Movin’ On e Stay With Me dei Da Blitz, Wale (tanto wale) dei dARI (2008), Geordie, Figli di Pitagora e La danza delle streghe di Gabry Ponte.
Attualmente, la Bliss Corporation si occupa della distribuzione dei propri brani musicali e della produzione e promozione di musica EDM, House ed Elettronica. È inoltre possibile visitare la casa dell'Italo Dance perché sede di un coworking e di un teatro di posa.